# Palamari
Palamari  este un oraș în Grecia în prefectura Arcadia.